# Boks na Letnich Igrzyskach Olimpijskich 1952
Wyniki turnieju bokserskiego na Letnich Igrzyskach Olimpijskich w Helsinkach

## Hala
Zawody odbyły się w Messuhalli I, w której oprócz zawodów bokserskich odbyły się konkurencje gimnastyczne oraz zapaśnicze. Na płycie hali zostały wydzielone dwa ringi bokserskie, na których równolegle zostały rozgrywane pojedynki.
Trybuny miały 4000 miejsc, jednakże podczas walk bokserskich ze względu na niewykorzystanie całej powierzchni boiska do hali mogło wejść 5376 kibiców natomiast na finał ze względu na demontaż jednego z dwóch ringów 5856. Trybuny zostały podzielone na 4 klasy sektorów, na których były różne ceny biletów. Podczas finałów i półfinałów bilety kosztowały 2 100, 1 050, 600 i 300 natomiast na walki eliminacyjne odpowiednio 1050, 600, 450 i 300 Marek fińskich.
Zapleczem treningowym był Käpylä Sports Park, w którym znajdowało się 6 pełnowymiarowych ringów bokserskich.

## Medaliści
| Konkurencja                    | Złoty               | Srebrny               | Brązowy            | Brązowy           |
| waga musza (51 kg)             | Nathan Brooks       | Edgar Basel           | Anatolij Bułakow   | Willie Toweel     |
| waga kogucia (54 kg)           | Pentti Hämäläinen   | John McNally          | Giennadij Garbuzow | Joon-Ho Kang      |
| waga piórkowa (57 kg)          | Ján Zachara         | Sergio Caprari        | Joseph Ventaja     | Leonard Leisching |
| waga lekka (60 kg)             | Aureliano Bolognesi | Aleksy Antkiewicz     | Erkki Pakkanen     | Gheorghe Fiat     |
| waga lekkopółśrednia (63,5 kg) | Charles Adkins      | Wiktor Miednow        | Erkki Mallenius    | Bruno Visintin    |
| waga półśrednia (67 kg)        | Zygmunt Chychła     | Siergiej Szczerbakow  | Victor Jørgensen   | Günther Heidemann |
| waga lekkośrednia (71 kg)      | László Papp         | Theunis van Schalkwyk | Boris Tiszyn       | Eladio Herrera    |
| waga średnia (75 kg)           | Floyd Patterson     | Vasile Tiță           | Stig Sjölin        | Boris Nikołow     |
| waga półciężka (81 kg)         | Norvel Lee          | Antonio Pacenza       | Anatolij Pierow    | Harry Siljander   |
| waga ciężka (>81 kg)           | Ed Sanders          | Ingemar Johansson     | Andries Nieman     | Ilkka Koski       |

## Sędziowie
Turniej bokserski był prowadzony przez 42 sędziów z 18 krajów.

### Ringowi
- J. Devine,
- A. Forray,
- C. Gallagher,
- A. Gilardi,
- J. Healy,
- K. Kovacz,
- J. Kowalski,
- E. Kuebler,
- E. Laukedrey,
- W. Mason,
- E. Mäkinen,
- J. Neuding,
- V. Resko,
- S. Royle,
- B. Schemann,
- R. Sclara,
- C.R. Thompson,
- R. Vaisberg.

### Punktowi
- K. Abdou,
- H.A. Afifi,
- H. Ericson,
- G. Eriksson,
- J. Eriksson,
- J. Ermler,
- R. Helmar,
- B. Ingham,
- U. Leskinen,
- R. Lisowski,
- K. Maghrabi,
- W. Masłowski,
- D.G. Obeyesekere,
- N. Osk,
- M. Raeymakers,
- S. Rajdl,
- L. Saari,
- H. Schultz,
- F. Schwinger,
- A. Stascza,
- W. Stiepanow,
- A. Timoszin,
- W. Ver Eecken,
- A. Weintraub